# Rahim (Sklavin)
Rahim (geb. im 8. Jahrhundert, gest. im 8. oder 9. Jahrhundert) war eine Sklavin und Konkubine des vierten Abbasiden-Kalifen Musa al-Hadi (reg. 785–786).

## Leben
Die Sklavin Rahim ging als Konkubine in den Besitz des Abbasiden-Prinzen Musa al-Hadi (766/767–786) über, entweder wenige Jahre vor oder kurz nach seiner Inthronisation im Jahr 785. Sie gebar ihm wohl den Sohn Dschafar ibn Musa al-Hadi, der auch Thronnachfolger werden sollte, jedoch noch bei weitem zu jung war, als al-Hadi 786 verstarb. Daraufhin bestieg al-Hadis Bruder Harun al-Raschid den Thron. Gemäß eines Abkommens zwischen al-Hadi und seinem Bruder Harun al-Raschid, wurde ihr Sohn später mit Hamduna, einer Tochter von Harun al-Raschid verheiratet, was al-Hadi aufgrund seines Ablebens im Jahr 786 nicht mehr erlebte.